# دی‌کلروتتراکیس (دی‌متیل سولفوکسید) روتنیم (II)
دی‌کلروتتراکیس(دی‌متیل سولفوکسید)روتنیم(II) (به انگلیسی: Dichlorotetrakis(dimethyl sulfoxide)ruthenium(II)) با فرمول شیمیایی C۸H۲۴Cl۲O۴RuS۴ یک ترکیب شیمیایی است. که جرم مولی آن ۴۸۴٫۵۱ g/mol می‌باشد. شکل ظاهری این ترکیب، بلورهای زرد است.